# Аугсбургски мир
Аугсбургският мир е договор, сключен на 25 септември 1555 г. между Фердинанд I, който наследява брат си Карл V като свещен римски император и силите на Шмалкалденската лига, алианс на лутерански принцове в град Аугсбург в Херцогство Бавария, Свещена Римска империя.
Той официално слага край на религиозната война между двете групировки и легализира дълготрайното разделение на християнството в Свещената Римска империя. Прочутият цитат от документа „Cuius regio, eius religio“ (букв.: Чието е царството, негова е религията.) синтезира същината му — на германските принцове е позволено да избират лутеранство или католицизъм във владенията си, чиято независимост се потвърждава. На семействата е даден период, в който те са свободни да емигрират към различни региони в зависимост от изповядваната религия.

## История
Пасауският мир, който дава на лутераните религиозна свобода след победата на протестантските армии, предвещава сключването на този договор. Единственият по-голям проблем на този документ, че той не признава законно различните религиозни малцинства като калвинистите и анабаптистите. Тези общности получават официално признание едва с Вестфалския мирен договор от 1648 година.
Договорът дава на лутеранството официален статус в отделните домени на Свещената римска империя. Според политиката cuius regio, eius religio религията на народа се определя от това дали владетелят е лутеран или католик. По време на определен срок семействата могат да изберат дали да се преместят в регион, където се изповядва тяхната религия. (Член 24: В случай, че нашите поданици, независимо дали принадлежат на старата вяра или на Аугсбургското изповедание, възнамеряват да напуснат домовете си с техните съпруги и деца съответно, за да се заселят другаде, те няма да бъдат възпрепятствани в продажбата на именията си след дължимо плащане на местните данъци, нито ще бъде накърнявана честта им.)
Въпреки че Аугсбургският мир е донякъде успешен, тъй като успокоява напрежението в империята и увеличава толерантността, той оставя много неща незавършени. Нито анабаптиситите, нито калвинистите са визирани в договора и затова много протестантски групи, които живеят под властта на лутерански принц, се чувстват заплашени от обвинение в ерес (Член 17: „Но всички, които не принадлежат на нито една от двете горепосочени религии не се включват в сегашния мир, а са абсолютно изключени от него.“). Толерантността неофициално се простира върху калвинистите до Вестфалския мир от 1648. Мнозина, които не желаят да приемат католицизма или лутеранството емигрират от империята, като огромни маси се насочват към Нидерландия и Франция.
Нетолерантността спрямо калвинистите ги насочва към отчаяни мерки, които водят до Тридесетгодишната война. Една от най-известните подобни мерки е Втората пражка дефенестрация (1618), в която двама представители на яростния католик и свещен римски император Фердинанд II са изхвърлени през прозорец на дворец в Прага. Това всъщност води до още по-сложен конфликт между протестанти и католици.
Друг резултат от мира е решението на Карл V да се оттегли от трона и да раздели империята на две. Неговият брат Фердинанд започва да управлява австрийските земи, а синът на Карл — Филип II, който е пламенен католик, става администратор на Испания, Нидерландия, части от Италия и други отвъдморски територии. Филип е отговорен за започващата война с Англия, която нанася щети на Испания и дава на протестантското движение нов живот, допринасяйки за избухването на Тридесетгодишната война.